# Großes Torpedoboot

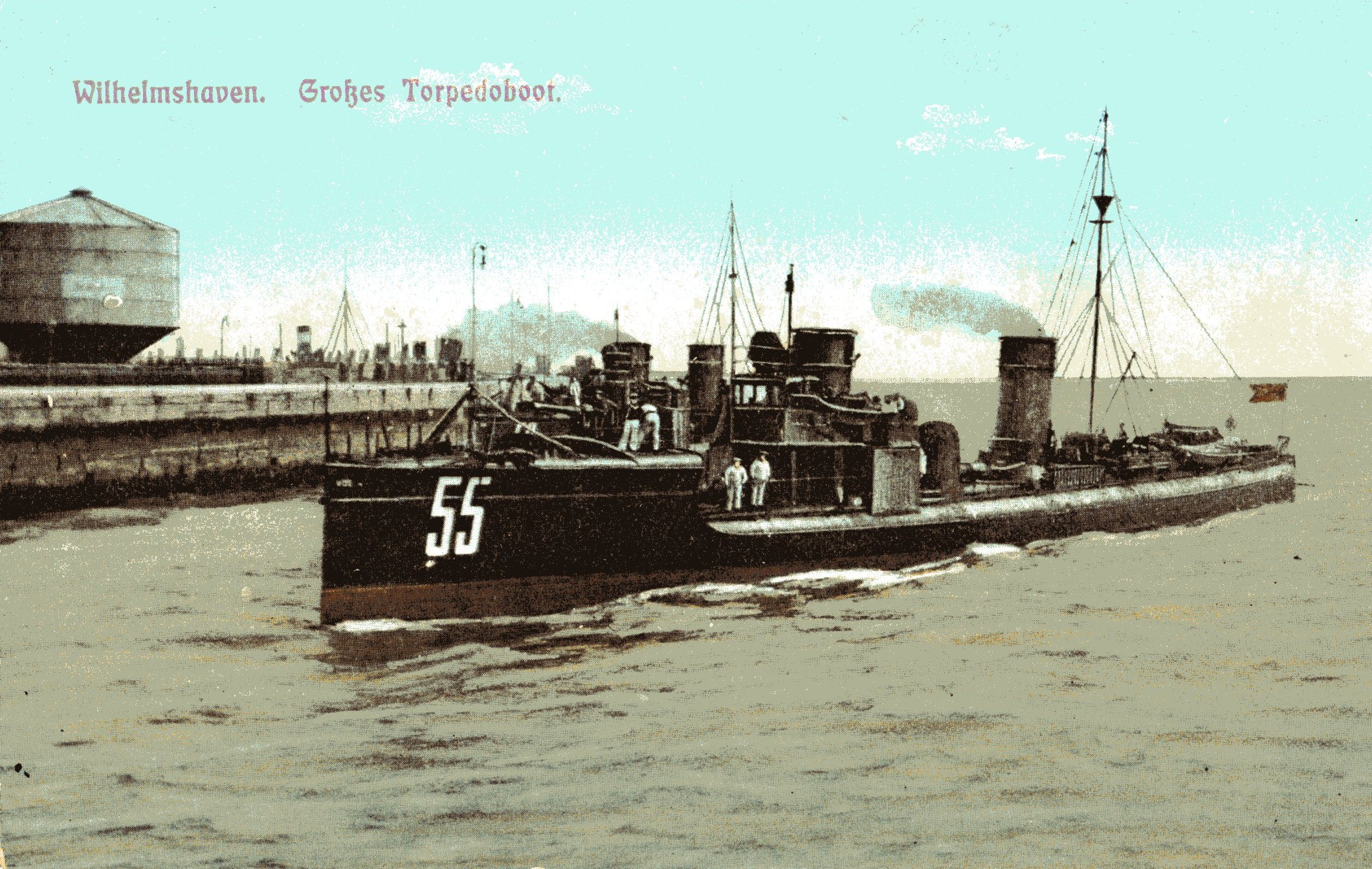
Großes Torpedoboot der Kaiserlichen Marine, Wilhelmshaven. Ungestempelte Feldpostkarte vom 26. Juni 1915 von Georg Cording an Fräulein Mariechen Westerholt, Osternburg, Stedingerstraße 2.

Die Großen Torpedoboote der deutschen Kaiserlichen Marine, auch als Hochsee-Torpedoboote bezeichnet, waren das Äquivalent zu den Torpedobootszerstörern ausländischer Marinen ähnlicher Größenordnung. Offiziell galt die Bezeichnung Großes Torpedoboot ab 1903 für alle ab S 90 gebauten Torpedoboote. Primär sollten diese Fahrzeuge, wie der Name besagt als offensive und hochseeverwendungsfähige Torpedoträger dienen. Im Gegensatz zu den Zerstörern kam der Artilleriebewaffnung dabei nur eine Defensivrolle zu.
Die Boote wurden mit einem die Bauwerft bezeichnenden Kennbuchstaben und einer durchlaufenden Nummer bezeichnet. Dabei stand B für Blohm & Voß in Hamburg, G für die Germaniawerft in Kiel, H für die Howaldtswerke in Kiel, S für die Schichau-Werft in Elbing und Danzig, V für die Vulcan-Werft in Stettin und später auch in Hamburg und Ww für die Kaiserliche Werft Wilhelmshaven.
Nach dem 1911 vom Stapel gelaufenen Boot G 197 begann die Nummerierung mit V 1 wieder von vorn. 1917 wurden der Kennbuchstabe aller Boote bis G 197 unabhängig von der Bauwerft auf T geändert.
Die Baupolitik des Reichsmarineamts setzte den ausführenden Werften nur grobe Richtlinien über die Dimensionierung des Schiffskörpers. Die Vorgaben bezüglich Bewaffnung, Antriebsanlage (insbesondere die Kesselanlage), Marschbereich und Besatzungsstärke waren dagegen strikt einzuhalten. Aufgrund dieses Prozederes und der stetigen Detailverbesserung kann bei den deutschen Torpedobooten auch nicht von Schiffsklassen im eigentlichen Sinn gesprochen werden, sondern nur von Schiffsserien der einzelnen Werften. Um trotzdem einen gewissen Überblick zu behalten, werden die Boote grob in Klassen, beginnend ab einem bestimmten Baujahr, eingeordnet.

## Divisionsboote

### Divisionstorpedoboote
In Größe und Wasserverdrängung entsprachen die Divisionstorpedoboote, kurz: Divisionsboote, den Hochsee-Torpedobooten der Klasse 1898; sie können daher als Vorläufer der Großen Torpedoboote gelten.

#### Einheiten

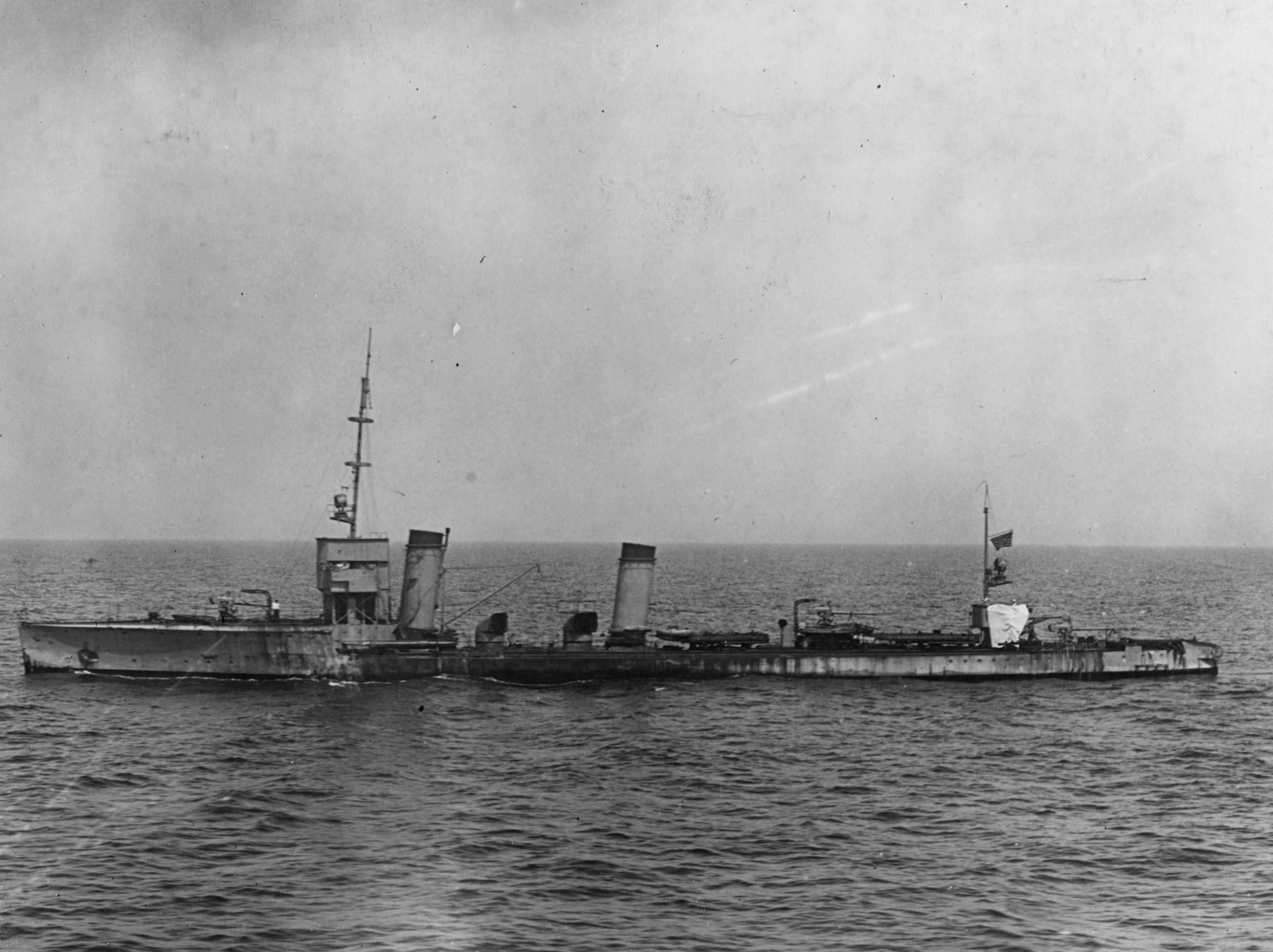
S 132 nach dem Krieg im Dienst der U.S. Navy.

- D 1 – D 2, Schichau, Stapellauf 1886
- D 3 – D 4, Schichau, Stapellauf 1887
- D 5 – D 6, Schichau, Stapellauf 1888–1889
- D 7 – D 8, Schichau, Stapellauf 1891
- D 9, Schichau, Stapellauf 1894
- D 10, Thornycroft, Stapellauf 1898

## Kleine Torpedoboote
Die Nummern S 1 bis G 89 trugen die Kleinen Torpedoboote der Kaiserlichen Marine. Sie gehören hier nicht zum Thema.

### Einheiten
- S 1 – S 6 (T 2), Stapellauf 1884
- V 1 – V 10 (V 11), Stapellauf 1884
- W 1 – W 6, Stapellauf 1884
- S 7 – S 41 (T 11-T 41), Stapellauf 1885–1887
- S 42 – S 65 (T 42-T 65), Stapellauf 1884–1892
- S 66 – G 89 (T 66-T 89), Stapellauf 1893–1898

## Große Torpedoboote: Serien

### Großes Torpedoboot 1898
Diese Boote der Baureihe Großes Torpedoboot 1898 wurde auch als Hochsee-Torpedoboot bezeichnet. Die Boote der Serien S 90 bis G 137 liefen zwischen 1898 und 1907 vom Stapel. Größenmäßig schlossen sie an die zuvor gebauten Divisionsboote D 7 und D 8 an. Gegenüber der letzten Serie der kleinen Boote wurde das Deplacement mehr als verdoppelt und die Geschwindigkeit auf 27 kn gebracht. Zugleich stiegen die Seefähigkeit, das heißt das Fahren bei schwerem Seegang, und die Seeausdauer. Diese Klassen hatten eine etwas schwächere Geschützbewaffnung als gleichaltrige britische Torpedobootszerstörer, trugen jedoch ein Torpedorohr mehr. Größenmäßig waren sie den gleichaltrigen französischen Torpedobootszerstören überlegen.
G 137 war ein etwas größeres Experimentalboot mit Turbinenantrieb (580 Tonnen, 68,50 m Länge, 10.800 PS). Es galt bei seiner Indienststellung als das schnellste Torpedoboot der Welt. Bei Probefahrten erreichte es 33,08 Knoten, was die Admiralität von der Überlegenheit des Turbinenantriebs gegenüber der Kolbendampfmaschine überzeugte. Vor Ausbruch des Ersten Weltkriegs war geplant, es nach Umbauten als kaiserliches Depeschenboot zu verwenden. Im Krieg wurde es jedoch seit 1915 als Führerboot einer U-Boot-Halbflottille in der südlichen Nordsee eingesetzt und führte u. a. Experimente mit Unterwassertelegraphie durch. 1921 wurde es verkauft.
S 91 bis G 113 erhielten am 4. September 1914 die Nummern T 91 bis T 113, am 27. September 1916 erhielten S 114 bis G 137 die Nummern T 114 bis T 137.

#### Einheiten
- S 90–S 107, Stapellauf 1899–1901
- G 108–G 113, Stapellauf 1901–1902
- S 114–S 131, Stapellauf 1902–1906
- G 132–G 137, Stapellauf 1906–1907

#### Verbleib
- S 90 war seit 1900 in Tsingtau stationiert, hat sich am 17. Oktober 1914 nach der Versenkung des japanischen Kreuzers Takachiho in der Nähe von Tsingtau selbst versenkt. Die Besatzung ging in chinesische Internierung.[4]
- S 100 am 15. Oktober 1915 durch Kollision mit der als Minenschiff eingesetzten Fähre Preußen gesunken, wobei 39 Menschen ihr Leben verloren
- S 115, S 117 bis S 119 am 17. Oktober 1914 im Seegefecht vor Texel mit britischen Seestreitkräften ca. 15 Seemeilen südwestlich von Texel[5] gesunken
- S 116 am 6. Oktober 1914 durch britisches U-Boot E9 versenkt
- S 122 und S 123 am 5. Oktober 1918 bzw. 1. Mai 1916 durch Minentreffer gesunken
- S 124 am 23. November 1914 durch Kollision gesunken
- S 129 am 4. November 1915 nach Grundberührung gesunken

Die Boote, die nicht während des Ersten Weltkriegs verlorengingen, verblieben nach Kriegsende zum Abwracken oder zur zivilen Verwendung in Deutschland.

### Großes Torpedoboot 1906
Weil die Geschütze der vorherigen Klasse 1898 zu geringe Reichweite hatten und mäßig erfolgreich waren, wurde die Klasse 1906 der Großen Torpedoboote eingeführt. Mit 59 gebauten Exemplaren war es die zweithäufigst gebaute Klasse der Großen Torpedoboote der kaiserlichen Marine. Die Boote waren etwas größer als ihre Vorgänger. Die Einsatzgebiete blieben weitgehend gleich.
V 158, V 185 und G 196 waren – obwohl völlig überaltert – teils noch bis in die 1950er Jahre hinein in modernisierter Form in der sowjetischen Flotte im Dienst.

#### Großes Torpedoboot 1906 (S 138 – S 149)
Die Boote liefen 1906 bis 1907 von Stapel. Am 24. September 1917 wurden alle Boote in von S auf T umgeschrieben.

##### Verbleib
- T 138 sank am 7. Juli 1918 durch Minentreffer südöstlich der Doggerbank (fast gleichzeitig mit T 172).

T 139, T 141, T 143, T 144, T 146, T 148, T 149 wurden in die Reichsmarine übernommen, die übrigen verblieben nach Kriegsende zum Abwracken oder zur zivilen Verwendung in Deutschland.
- T 139 wurde 1927 unter dem Namen Pfeil zum „Schnellschlepper“ und Fernlenkboot und 1937 zum TF-Boot umgebaut. 1939 jagte es das polnische U-Boot Orzeł. 1944 stand es noch im Dienst der Kriegsmarine.
- T 141 wurde 1927 unter dem Namen Blitz zum „Schnellschlepper“ und Fernlenkboot umgebaut, 1933 verkauft und abgebrochen.
- T 148 diente in der Reichsmarine als Begleitboot, wurde 1928 ausgemustert und 1935 verschrottet.
- T 149 wurde 1927 ausgemustert und verschrottet.

##### Einheiten
- S138-S149, Stapellauf 1906–1907

#### Großes Torpedoboot 1906 (V 150 – G 197)

##### Weitere Einzelheiten und Verbleib
V 159, V 160, V 161 wurden im Jahr 1908, V 163, V 164 und G 190 im Jahr 1909 in Dienst gestellt. Ihre Umbezeichnung in T159 usw. erfolgte 1917/1918. Diese Boote wurden im August 1920 an England ausgeliefert und 1922 abgewrackt.
S 165, S 166, G 173, G 174, S 176, S 178, V 182, V 183, V 184 wurden im Jahr 1910, S 179, V 186, G 192, G 193, G 195, G 197 im Jahr 1911 in Dienst gestellt, 1917/1918 umbezeichnet und ebenfalls im Jahr 1920 an England ausgeliefert. Diese Boote wurden 1922 (G 197 schon 1921) abgewrackt.
V 180 und V 181, beide im Dienst seit 1909, wurden 1920 an Brasilien bzw. Japan ausgeliefert und 1922 verschrottet.
S 165 (II) ist nicht zu verwechseln mit der Muavenet-i Milliye, deren Bau ursprünglich unter der gleichen Nummer geplant war, die jedoch dann an die türkische Marine geliefert wurde. Das Gleiche gilt für die Schwesterschiffe S 166, S 167 und S 168.
Die anderen Boote wurden – soweit nicht im Krieg versenkt oder unmittelbar danach abgewrackt – als T 148, T 149, T 151, T 152, T 153, T 154, T 155, 156, T 157, T 158, T 168, T 175, V 185, V 190 im Jahr 1919 von der vorläufigen Reichsmarine, sodann von der Reichsmarine übernommen.
- V 150, im Dienst seit 1907, sank am 18. Mai 1915 nach Kollision mit V 157.
- V 151, im Dienst seit 1908, diente in Reichs- und Kriegsmarine zuletzt als Torpedofangboot und Schnellschlepper für Schießscheiben unter dem Namen Comet (Komet), wurde 1937 ausgemustert, 1946 an die USA übergeben und 1948 verschrottet.
- V 152 wurde 1908 in Dienst gestellt, im März 1931 ausgemustert und 1935 verschrottet.
- V 153, im Dienst seit 1908, diente in der Reichs- und Kriegsmarine seit 1938 als E-Messboot unter dem Namen Eduard Jungmann, in die USA im Dezember 1945, verschrottet 1949.
- V 154 wurde 1908 in Dienst gestellt, im Oktober 1928 aus der Flottenliste gestrichen und 1935 verschrottet.
- V 155, im Dienst seit 1908, diente in Reichs- und Kriegsmarine, seit 1936 als Torpedofangboot und Flottentender. Gesunken am 22. April 1945 bei Swinemünde.
- V 156, im Dienst seit 1908, diente in Reichs- und Kriegsmarine, seit 1936 als Torpedofangboot unter dem Namen Bremse. Versenkt am 3. Mai 1945, wieder gehoben und vor Jütland gesunken am 10. Juni 1946.
- V 157, im Dienst seit 27. August 1908, wurde als T 157 von der Reichsmarine übernommen und von der Kriegsmarine als Schulungsboot bzw. seit 1936 als Torpedofangboot in der Ostsee verwendet. Von März 1920 bis 1922 führte Karl Dönitz das Kommando auf diesem Boot, 1922 bis 1924 Kurt Caesar Hoffmann, 1924 bis 1926 Heinrich Ruhfus. 1927 war Werner Hartmann Wachoffizier auf T 157. Am 22. Oktober 1943 sank das Boot nach Minentreffer vor Weichselmünde (Danziger Bucht) innerhalb weniger Minuten.[6]
- V 158, in Dienst gestellt 1908, diente in Reichs- und Kriegsmarine, seit 1936 als Torpedofangboot. 1945 von der Sowjetmarine übernommen, fuhr das Boot unter dem Namen Prozorlivyj. Seit 1950 wurde es unter dem Namen Araks als Trainingshulk eingesetzt und 1961 verschrottet.
- V 162, im Dienst seit 1909, sank am 15. August 1916 nach Minentreffer in der Ostsee vor Lyserort nördlich von Windau (heute Ventspils). 15 Mann kamen dabei ums Leben.[7]
- S 167 wurde 1911 in Dienst gestellt, nicht mehr von der Reichsmarine übernommen und 1922 abgewrackt.
- S 168 wurde 1911 in Dienst gestellt, von der Reichsmarine übernommen und 1927 ausgemustert und abgewrackt.
- G 170 wurde 1910 in Dienst gestellt, nicht mehr von der Reichsmarine übernommen und 1921 abgewrackt.
- G 171 wurde 1910 in Dienst gestellt und sank am 14. September 1912 nach Kollision mit dem Linienschiff Zähringen bei Manövern in der Nähe von Helgoland. Sieben Mann kamen ums Leben.
- G 172 wurde 1910 in Dienst gestellt. Wachoffizier bis zum Kriegsausbruch war Günther Lütjens. Das Boot sank am 7. Juli 1918 nach Minentreffer südöstlich der Doggerbank.
- G 175, im Dienst seit 1910. Auf diesem Boot war im Ersten Weltkrieg u. a. Werner Lindenau Wachoffizier. Es wurde von der Reichsmarine als Begleitboot verwendet, 1926 durch das Torpedoboot Möwe ersetzt und im gleichen Jahr abgewrackt.
- S 177, im Dienst seit 1911, sank am 23. Dezember 1915 nach Minentreffer in der Ostsee vor der Küste Kurlands[8]. Es gab sieben Tote.
- S 178, im Dienst seit 1910, sank am 5. Mai 1913 bei Helgoland nach Kollision mit der Yorck bei einem Manöver, wurde im gleichen Jahr gehoben, im Januar 1915 erneut in Dienst gestellt (seit 1918 als 'T 178), 1920 an England überstellt und 1922 in den Niederlanden abgewrackt.
- V 185 wurde 1910 in Dienst gestellt. Witold Rother war im Ersten Weltkrieg Wachoffizier auf diesem Boot. Es wurde 1919 von der Reichsmarine übernommen und 1938 von der Kriegsmarine zum ferngelenkten Schnellschlepper unter dem Namen Blitz (II) umgebaut. 1945 wurde das Boot von der sowjetischen Marine unter dem Namen Vystrel übernommen und 1960 verschrottet.
- V 187, im Dienst seit 1911, wurde als Flaggschiff der deutschen Torpedoboote von britischen Kreuzern und Zerstörern im Seegefecht bei Helgoland am 28. August 1914 versenkt. Es gab 24 Tote.
- V 188, im Dienst seit 1911, im Ersten Weltkrieg von Friedrich Callisen kommandiert,[9] wurde durch das britische U-Boot HMS E-5 am 26. Juli 1915 50 Seemeilen nördlich Terschelling[10] in der Nordsee versenkt. Fünf Mann kamen ums Leben.
- V 189, im Dienst seit 1911, strandete im Dezember 1920 an der britischen Küste.
- V 190, im Dienst seit 1911, wurde als T 190 von Reichs- und Kriegsmarine übernommen, diente nach Umbau 1933 als Versuchsboot, ab 1938 als Schul- und Versuchsboot unter dem Namen Claus von Bevern. 1945 von der US-Navy übernommen, wurde es im März 1946 vor Jütland versenkt.
- V 191, im Dienst seit 1911, sank am 17. Dezember 1915 nach Minentreffer in der Ostsee in der Nähe der kurländischen Küste. 25 Mann kamen ums Leben.[11]
- G 194 wurde 1911 in Dienst gestellt und sank nach einem Rammstoß des britischen Leichten Kreuzers HMS Cleopatra am 26. März 1916 vor der dänischen Küste.
- G 196 wurde 1911 in Dienst gestellt, von Reichs- und Kriegsmarine als Schulungsboot verwendet, von der Sowjetmarine 1945 unter dem Namen Pronziel'nyj übernommen und 1949 abgewrackt.

##### Einheiten
- V150-V164, Stapellauf 1907–1909
- S165-S168, Stapellauf 1909, Abgabe an die türkische Marine
- S165-S168, Stapellauf 1910–1911, (identische Ersatzbauten)
- G169-G175, Stapellauf 1908–1910
- S176-S179, Stapellauf 1908–1910
- V180-V191, Stapellauf 1909–1911
- G192-G197, Stapellauf 1910–1911

### Großes Torpedoboot 1911
Da die letzten Boote größenmäßig die 800-ts-Grenze erreichten, war man seitens der Torpedo-Inspektion der Meinung, zukünftig einen kleineren und damit auch preiswerteren Typ zu bauen. Der neue Chef der T.-I., Vizeadmiral von Lans setzte gegen den breiten Widerstand verschiedener Institutionen eine Verkleinerung der Boote durch. Natürlich litt darunter die Seefähigkeit, so dass die Boote V1 bis S24 gemeinhin als Fehlkonstruktion erachtet wurden und den Spottnamen „Lans-Krüppel“ erhielten.

#### Einheiten
- V1–V6, Stapellauf 1911–1913
- G7–G12, Stapellauf 1911–1912
- S13–S24, Stapellauf 1911–1913

### Großes Torpedoboot 1913
Der Amtsentwurf sah für das Große Torpedoboot 1913 wieder eine Vergrößerung vor. Die Boote erhielten die Nummern V 25 bis G 95, mit 71 Einheiten war es der zahlenmäßig umfangreichste Typ der Kaiserlichen Marine. Die Verdrängung überschritt erstmals die 1000-Tonnen-Marke. Diese Boote stellten die Masse der aktiven deutschen Torpedobootflottillen. In einer Fehleinschätzung der Stärken und Schwächen der Torpedoboote kam die Führung zu dem Schluss, dass der Entwurf nicht weiter in Richtung des Typs des Zerstörers gehen sollte. So wurde die artilleristische Komponente zwar auf drei 8,8 cm TK/L45 verstärkt, war aber immer noch schwächer (in Kaliber und Zahl) als die gleichwertiger ausländischer Entwürfe. Stattdessen baute man anstelle von drei Einzel-50-cm-Torpedorohren zwei Zwillingssätze und zwei Einzelrohre ein. In der Praxis bedeutete dies das Weiterbestehen der uneingeschränkten Torpedoboots-Doktrin – die Vielseitigkeit des Typs wurde verkannt. Lediglich Reichweite und Geschwindigkeit der Torpedos des neuen Typs  G 7 wurden verbessert. In der Skagerrakschlacht zeigte sich, dass diese Klasse den britischen Zerstörern artilleristisch unterlegen war. Sukzessive wurden die noch vorhandenen Boote sowie die Neubauten ab Frühjahr 1916 mit der Torpedobootskanone 1916, 10,5 cm Utof L/45, ausgerüstet.
Dieser Typ wurde in zwei Ausführungen gebaut: Die 1913er Flottille (V 25 bis S 36) noch nach dem Ursprungsentwurf. Die folgenden 12 Boote der 1914er Flottille (G 37 bis V 48) sowie die 48 des Mobilmachungsauftrags 1913 M (S 49 bis G 96) vom 6. August 1914 wurden – je nach Baufortschritt – nach einem leicht modifizierten Typ (um drei Meter verlängert durch den Einbau von Marschturbinen und zusätzlicher Ölbunker) gebaut.

#### Einheiten
- V25-V30, Stapellauf 1914
- S31-S36, Stapellauf 1913–1914
- G37-G42, Stapellauf 1914–1915
- V43-V48, Stapellauf 1915
- S49-S66, Stapellauf 1915–1916
- V67-V84, Stapellauf 1915–1916
- G85-G95, Stapellauf 1915–1916

### Großes Torpedoboot 1916 M
Dieser Entwurf war die verbesserte Version des Mobilmachungstyps 1913 M. Zum Erzielen einer größeren Seefähigkeit wurde die Brücke etwas nach hinten zum ersten Schornstein versetzt und die Back (unter Fortfall der Kuhl bzw. des Versauflochs) verlängert. Das Boot G 96, das ursprünglich am 6. August 1914 mit den Booten S 49 bis G 95 bestellt worden war, wurde aufgrund der Bauverzögerung schon nach diesem abgeänderten Entwurf gebaut. Im Herbst 1916 bestellte das Reichsmarineamt, weil man einschätzte, dass die 12 sehr großen und aufwendigen Boote der Klasse Großes Torpedoboot 1916 (siehe unten) zahlenmäßig nicht genügen würden, 14 Boote (V 125 bis H 147) des kleineren und schneller zu bauenden Typs 1916 M als Ersatz für eingetretene Kriegsverluste und im Sommer 1917 weitere 22 Boote des Typs 1917 M (G 148 bis H 169).

#### Einheiten
- G96, Stapellauf 1916
- V125-V130, Stapellauf 1917
- S131-S139, Stapellauf 1917–1918
- V140-V144, Stapellauf 1917–1918
- H145-H147, Stapellauf 1917–1918

### Großes Torpedoboot 1917 M
Mobilmachungs-Entwurf. Die 83 Meter langen Boote hätten leer 1020 Tonnen verdrängt und sollten 32,5 Knoten erreichen. Als Bewaffnung waren drei 105-mm-Utof-L/45-C/16-Torpedobootkanonen und 2x2 sowie 2x1 50-cm-Torpedorohre vorgesehen.
Die teils halbfertigen Boote wurden am 3. November 1919 aus der Schiffsliste gestrichen und an privat zum Abbruch verkauft.

#### Einheiten
- G148-G150, abgebrochen
- Ww151, abgebrochen
- S152-S157, Stapellauf 1918
- V158-V165, Stapellauf 1918–abgebrochen
- H166-H169, Stapellauf 1918–abgebrochen

### Großes Torpedoboot 1918 M
Mobilmachungs-Entwurf mit einer verstärkten Bewaffnung von vier 105 mm Utof L/45. Die Schichau-Boote sollten dem gegenüber mit vier 150 mm Utof L/45 ohne Schild ausgerüstet werden. Wegen Ende des Ersten Weltkriegs wurde keins dieser Boote für die Kaiserliche Marine fertiggestellt. Dagegen wurden zwei Boote zivil zum Viermastschoner mit zwei Hilfsmotoren, zwei weitere zu Frachtschiffen umgebaut.

#### Einheiten
- V170-V177, abgebrochen, bzw. annulliert
- S178-S185, Stapellauf 1919–abgebrochen
- H186-H202, Stapellauf 1919–abgebrochen
- V203-V210, annulliert
- S211-S223, annulliert

## Torpedobootszerstörer (Auslandsentwürfe)

### Großes Torpedoboot 1914R (Zerstörer russischer Bauart)

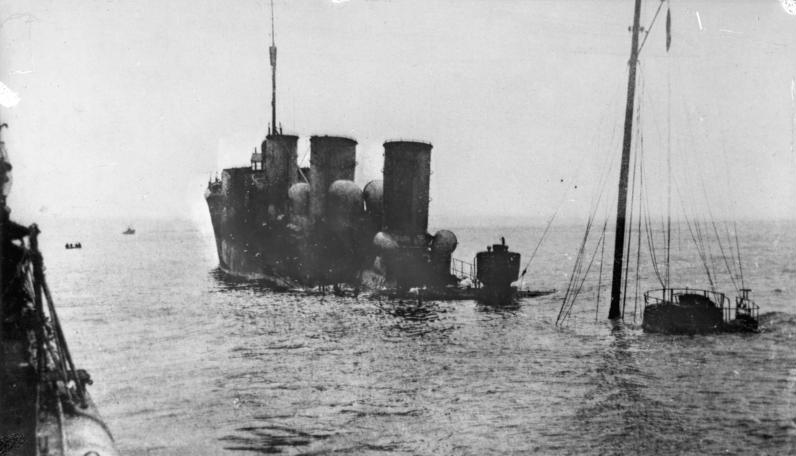
17. Aug. 1915: Der Torpedoboot-Zerstörer V99 sinkt nach einem Minentreffer.

Torpedobootzerstörer im amtlichen Sinne hat es in der Kaiserlichen Marine nie gegeben. Diese Schiffe wurden generell als Große Torpedoboote bezeichnet. Inoffiziell wurden sie wegen ihrer Kampfkraft als „Zerstörer“ bezeichnet. Diese Boote entsprachen eigentlich nicht der deutschen Torpedobootsdoktrin und schienen den verantwortlichen Stellen insgesamt zu groß. Nur durch die sehr kurze Lieferzeit nach Kriegsausbruch wurden sie überhaupt bestellt.
Dieser neue Torpedoboot-Zerstörer war eine von Blohm & Voss abgewandelte Version der Leitenant-Iljin-Klasse des Nowik-Typs den Blohm & Voss und die A.G. Vulcan für die russische Marine bauten bzw. Teile und Pläne dafür zulieferten.
Auf deutscher Seite favorisierte man letztlich bis 1918 das Torpedoboot bzw. die daraus abgeleiteten Großen Torpedoboote als Offensivwaffe und ordnete der Torpedobootdoktrin alle weiteren Faktoren unter. Das heißt, der artilleristischen Komponente kam nur ein Defensivwert zu. Erst mit dem letzten Entwurf, der Klasse 1918 M, gestand man im Reichsmarineamt insgeheim die bisherige Fehlentwicklung ein. Diese Boote orientierten sich an der Serie B 97/V 99 und nutzten die Mehrzweckeigenschaften (Artilleriekampf, Torpedoangriff, Minenlegen, Geleitschutz, Minensuchen) der großen Boote.
Die neuen Boote waren die ersten Drei-Schornstein-Boote der kaiserlichen Torpedowaffe; sie waren größer, schneller und stärker bewaffnet als alle anderen Torpedoboote. Den britischen Zerstörern waren die Boote dieser Klasse mindestens ebenbürtig, und nach der Umarmierung auf 10,5-cm-Geschütze glichen sie den britischen Flottillenführen in Größe und Kampfkraft.
Diese Boote waren ebenfalls mit zwei Zwillings-Torpedorohrsätzen achtern und zwei Einzeltorpedorohren hinter der Back ausgerüstet. Zwar waren von Anfang an 10,5-cm-Torpedobootskanonen vorgesehen, diese waren aber 1915 nicht verfügbar, weswegen man zunächst wieder die üblichen 8,8-cm-Geschütze einbaute und die Boote erst Anfang 1916 endgültig umrüstete. Obwohl dieses Schiff technisch ein Zerstörer war, wurde es von der Hochseeflotte noch als „Großes Torpedoboot“ bezeichnet.
Die Boote B 97, 98, 109 – 112 und die Boote G 101 – 104 bildeten einen gemeinsamen Verband, die II. Torpedobootsflottille, bestehend aus der 3. und 4. Torpedobootshalbflottille.

#### Einheiten
- B97-B98, Stapellauf 1914–1915
- B109-B112, Stapellauf 1915
- V99-V100, Stapellauf 1915

### Großes Torpedoboot 1914A (Zerstörer argentin. Bauart)
Diese vier Torpedoboots-Zerstörer wurden vor der Auslieferung an Argentinien beschlagnahmt. Die Boote G 101 – G 104 bildeten mit B 97, B 98 und B 109 – B 112 (siehe oben) einen gemeinsamen Verband, die II. Torpedobootflottille.

#### Vorläufer
Der Entwurf des Zerstörers Santiago basierte auf den argentinischen Erfahrungen mit den Zerstörern Catamarca und Jujuy (Stapellauf 1911), die die Kieler Germaniawerft an die argentinische Marine geliefert hatte. Wie auch Cordoba und La Plata (Stapellauf 1910–1911) von Schichau in Elbing waren sie reine Exportboote, die nie im Kaiserreich eingesetzt waren.

#### Einheiten
- G101-G104, Stapellauf 1914

### Großes Torpedoboot (niederländ. ZerstörerZ 1)
Die vier Boote V 105-V 108 wurden vor der Auslieferung an die Niederlande beschlagnahmt, bestellt wurden sie als Zerstörer Z1-Z4 für die Niederländische Marine. In der Größe entsprachen sie jedoch nur dem Großen Torpedoboot von 1898.

#### Einheiten
- V105-V108, Stapellauf 1914

## Großes Torpedoboot 1916 (Großzerstörer)
Der Entwurf des Großen Torpedoboots 1916 markierte den Höhepunkt des deutschen Torpedobootbaus bis zum Kriegsende und war später auch international zum Teil wegweisend für die weitere Entwicklung moderner Großzerstörer.
Die bisherigen Kriegserfahrungen zuzüglich der Mangel an modernen Kleinen Kreuzern veranlassten die Kaiserliche Marine 1916, diese neue Klasse entwickeln zu lassen. Die neuen, im Vergleich wesentlich größeren und sehr komplexen Boote sollten nicht nur den modernen alliierten Zerstörern in allen Bereichen überlegen, sondern sogar in der Lage sein, verzögernde Gefechte mit Leichten Kreuzern aufzunehmen oder offensive Aufklärungsaufgaben zu erfüllen. Dafür wurde eine starke Bewaffnung mit 15-cm-Geschützen, 60-cm-Torpedorohren und eine Geschwindigkeit über 34 kn als Rahmen festgelegt.
Am 15. April 1916 vergab die Marine dann an die vier großen Werften Schichau in Elbing, Vulcan in Stettin, Germania in Kiel und Blohm & Voss in Hamburg Aufträge zum Bau von jeweils drei Booten, also insgesamt zwölf Einheiten, die eine komplette Torpedoboot-Flottille bilden sollten. Aufgrund der sich verschlechternden Kriegslage und des forcierten U-Boots-Baus kam es allerdings zu sehr erheblichen Verzögerungen bei der Bauabwicklung. Zwar liefen in den letzten Kriegsmonaten fast alle Boote vom Stapel, fertiggestellt wurde bis Kriegsende aber nur noch V 116. Die Indienststellung erfolgte am 31. Juli 1918.
Von den verbliebenen Booten konnte S 113 nach Kriegsende fertiggebaut werden. Beide Boote bewährten sich in Frankreich und Italien; erst 1936 und 1937 schieden sie aus dem aktiven Dienst aus. Die halbfertigen Boote wurden abgewrackt.

### Einheiten
- S113-S115, Stapellauf 1918
- V116-V118, Stapellauf 1918
- G119-G121, Stapellauf 1918–abgebrochen
- B122-B124, Stapellauf 1917–1919

## Große Torpedoboote in fremden Flotten

### Großes Torpedoboot 1906 der türkischen Marine
Vier Boote der Klasse Großes Torpedoboot 1906 wurden 1910 an die Türkei verkauft. Sie wurden als Zerstörer klassifiziert und waren bis Kriegsende im Dienst, zwei gingen 1916 und 1917 verloren. – Die Kaiserliche Marine erhielt vier identische Ersatzbauten.

#### Einheiten
- Muavenet-i Milliye, Stapellauf 1909, ex S165 (I)
- Yadigar-i Millet, Stapellauf 1909, ex S166 (I)
- Numune-i Hamiyet, Stapellauf 1909, ex S167 (I)
- Gayret-i Vataniye, Stapellauf 1909, ex S168 (I)

### Großes Torpedoboot 1911 der griechischen Marine
Zwei Boote der Klasse Großes Torpedoboot 1911 wurden 1912 an Griechenland verkauft. Sie wurden als Zerstörer klassifiziert und waren bis etwa 1925 im Dienst. – Die Kaiserliche Marine erhielt Ersatzbauten.

#### Einheiten
- Nea Genea, Stapellauf 1912, ex V 5 (I)
- Keravnos, Stapellauf 1912, ex V 6 (I)